# Power of the Dollar
Power of the Dollar is het eerste album van de Amerikaanse rapper 50 Cent. Het album zou oorspronkelijk worden uitgebracht als zijn debuut studioalbum in 2000 door Columbia Records. De release van het album werd echter geannuleerd nadat Columbia ontdekte dat 50 Cent werd geraakt door negen kogels in een schietpartij, twee maanden voordat het album zou worden uitgebracht. Om deze reden werd 50 Cent later van het label verwijderd. Het album werd populair door de vele bootlegs.

## Tracklist
| Nr. | Titel                              | Producer(s)                                          | Duur |
| --- | ---------------------------------- | ---------------------------------------------------- | ---- |
| 1.  | Intro                              |                                                      | 1:11 |
| 2.  | The Hit                            | Randy Allen                                          | 3:41 |
| 3.  | The Good Die Young                 | Al West                                              | 4:02 |
| 4.  | Corner Bodega (Coke Spot)          | L.E.S.                                               | 1:36 |
| 5.  | Your Life's on the Line            | Terence Dudley                                       | 3:38 |
| 6.  | That Ain't Gangsta                 | Trackmasters                                         | 3:25 |
| 7.  | As the World Turns (met Bun B)     | Red Spyda                                            | 4:20 |
| 8.  | Ghetto Qu'ran (Forgive Me)         | Trackmasters                                         | 4:34 |
| 9.  | Da Repercussions                   | Kurt Gowdy                                           | 3:28 |
| 10. | Money by Any Means (met Noreaga)   | Trackmasters, Teflon                                 | 4:03 |
| 11. | Material Girl (met Dave Hollister) | Trackmasters                                         | 4:35 |
| 12. | Thug Love (met Destiny's Child)    | Rashad Smith, Joshua Michael Schwartz, Brian Koerulf | 3:16 |
| 13. | Slow Doe                           | Trackmasters                                         | 3:54 |
| 14. | Gun Runner (met Black Child)       | Trackmasters                                         | 1:55 |
| 15. | You Ain't No Gangsta               | Sha Self                                             | 3:37 |
| 16. | Power of the Dollar                | Trackmasters                                         | 3:26 |
| 17. | I'm a Hustler                      | DJ Scratch                                           | 3:55 |
| 18. | How to Rob (met The Madd Rapper)   | Trackmasters                                         | 4:25 |